# Fernando Ortiz Fernández
Fernando Ortiz Fernández (La Habana, 16 de julio de 1881-La Habana, 10 de abril de 1969) fue un etnólogo, antropólogo, jurista, arqueólogo y periodista cubano.
Estudioso de las raíces histórico-culturales afrocubanas. Criminólogo, lingüista, musicólogo, folklorista, economista, historiador y geógrafo. Realizó notables aportes relacionados con las fuentes de la cultura cubana.
Por su labor investigadora, así como por la amplitud y profundidad de sus temas de estudio es conocido como el tercer descubridor de Cuba, después de Cristóbal Colón y Alejandro de Humboldt. Investigó especialmente la presencia africana en la cultura cubana. Con el concepto de transculturación realizó un importante aporte a la antropología cultural. Indagó y profundizó en los procesos de transculturación y formación histórica de la nacionalidad cubana e insistió en el descubrimiento de lo cubano.

## Primeros años y formación académica
Nació el 16 de julio de 1881 en La Habana en la casa de San Rafael 148. Su padre fue Rosendo Ortiz y Zorrilla y su madre Josefa Fernández y González del Real, español y cubana respectivamente.
A los dos años de edad es trasladado a Menorca bajo la tutela de sus ascendientes maternos; allí cursa sus estudios primarios y secundarios, graduándose de bachiller en 1895. Ese año se traslada a La Habana donde comienza la carrera de Derecho en la Universidad de La Habana; tres años más tarde (1898) parte nuevamente rumbo a España, esta vez a Barcelona, donde finaliza la carrera y obtiene la licenciatura en Derecho en la Universidad de Barcelona. En 1901 obtiene el título de doctor en Derecho en la Universidad Central de Madrid. En 1902 tras regresar a La Habana se gradúa como doctor en Derecho Civil y doctor en Derecho Público de la Universidad de La Habana. Posteriormente, durante su estancia en Italia amplió sus estudios en Criminología.

## Vida y obra

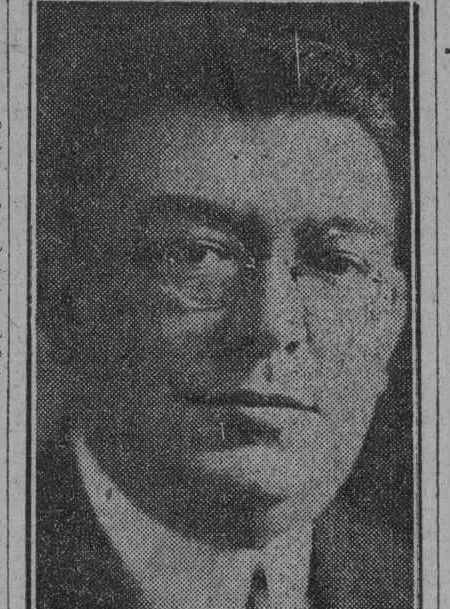
Retrato de Fernando Ortiz en el Diario de la Marina (1926)

Con veinte años de edad regresa a Cuba, de donde parte nuevamente a Europa como diplomático de Cuba ejerciendo el cargo de cónsul en la Coruña, Génova y Marsella. Luego, trabaja por un breve período como secretario de la Embajada de Cuba en París regresando posteriormente a La Habana. En 1906, pasa a ejercer como abogado fiscal de la audiencia de La Habana donde ejerce por tres años, hasta que en 1909 obtiene la plaza de profesor en la Facultad de Derecho de la Universidad de La Habana, donde impartió por espacio de nueve años las asignaturas de Derecho Constitucional y Economía Política.
Figuró en el Grupo Minorista, de gran repercusión en la cultura y política cubana de la década del treinta (1930-1940), y se relacionó con intelectuales y artistas de renombre, como Juan Ramón Jiménez, Federico García Lorca, Nicolás Guillén, Wifredo Lam, Alejo Carpentier, Rita Montaner, María Zambrano y Fernando de los Ríos. En la Universidad de La Habana impartió seminarios de verano que constituyeron un hito en el proceso de conocimiento de la identidad cubana. De esos seminarios, surgieron figuras tan relevantes en los estudios etnomusicales y etnográficos como Argeliers León, María Teresa Linares e Isaac Barreal.
Entre 1931 y 1933 residió en Washington, donde llevó a cabo diversas actividades de denuncia contra el régimen dictatorial que Gerardo Machado había impuesto en Cuba. Durante este período participó en la sesión anual de la American History Association, y denunció los diversos factores económicos y políticos a través de los cuales dicho país había incidido negativamente en el desarrollo histórico de la mayor de las Antillas.

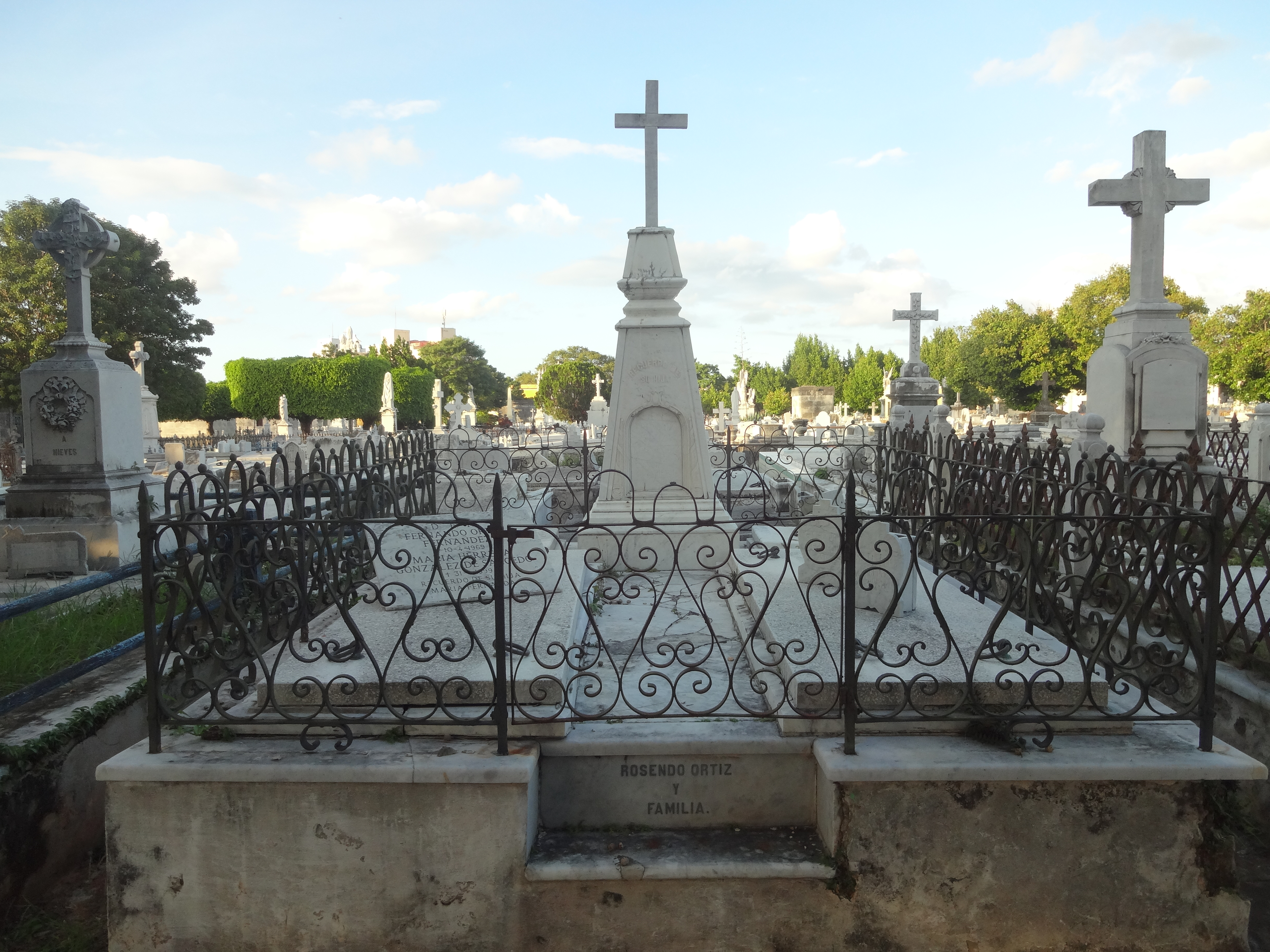
Panteón en el Cementerio de Colón de La Habana, donde descansan sus restos mortales.

Fernando Ortiz se dedicó infatigablemente al descubrimiento de lo cubano y al rescate y revalorización de la presencia africana en la cultura cubana. Indagó y profundizó en los procesos de transculturación y formación histórica de la nacionalidad cubana. Sus indagaciones sobre la cultura afrocubana y la tradición insular son las más importantes realizadas en ese campo, y sus ensayos sobre la presencia de África en Cuba son clásicos del género.
En 1940, en su obra fundacional, Contrapunteo cubano del tabaco y el azúcar, introduce el concepto transculturación, considerado por Bronislaw Malinowski como uno de sus mayores aporte a la antropología cultural.

## Colaboración con instituciones y publicaciones
Fernando Ortiz creó y/o dirigió varias instituciones cubanas de importancia a lo largo de su vida. En 1907 pasó a ser miembro de la Sociedad Económica de Amigos del País, de la cual resultó elegido presidente en 1923 y recibió la condición de socio de mérito en 1931. En 1924 fundó, junto con José María Chacón y Calvo, la Sociedad del Folklore Cubano y en 1928 intervino de forma definitiva en la adopción del acuerdo que constituyó el Instituto Panamericano de Geografía. Fue miembro y luego presidente de la Academia de la Historia de Cuba. Igualmente, fundó y dirigió la Institución Hispanoamericana de Cultura (1936), la Sociedad de Estudios Afrocubanos (1937) y el Instituto Cubano Soviético (1945).
Paralelamente, fue fundador, editor y colaborador de un gran número de revistas científicas. Reanudó la publicación de la Revista Bimestre Cubana a partir de 1910, siendo el director hasta 1959, año del comienzo de la Revolución cubana. Fue editor de la Revista de administración teórica y práctica del Estado, la provincia y el municipio (1912) y del Boletín de Legislación (1929). Fundó, en 1924, la Revista Archivos del Folklore Cubano, la cual dirigió por espacio de cinco años. Entre 1930 y 1931 dirigió la revista Surco y entre los años 1936 y 1947 la revista Ultra, participando en la creación de ambas publicaciones. Publicó artículos en varias revistas de importancia, entre ellas se pueden citar The Hispanic American Historical Review, Revista Científica Internacional, Revista de Administración, Revista de Arqueología y Etnología y Revista de La Habana.
Además, colaboró activamente en varios órganos de prensa, tanto en Cuba como en el extranjero, entre ellos se pueden destacar Archivos Venezolanos de Folklore, Bohemia, Casa de las Américas, Cuba Contemporánea, El Cubano Libre, El Diluvio (de Barcelona), Derecho y Sociología, el Diario de la Marina, Diario Español, El Fígaro, Heraldo de Cuba, Ilustración Cubana, La Gaceta de Cuba y La Nova Catalunya.

## Reconocimientos
Recibió, en 1928, la medalla de socio de mérito de la Sociedad Económica de Madrid. Además, fue merecedor de los títulos doctor honoris causa en Humanidades por la Universidad de Columbia, en Etnografía por la Universidad de Cuzco y en Derecho por la Universidad de Santa Clara.

## Obras principales
- La inmigración desde el punto de vista criminológico. En: Derecho y Sociología. Año 1. No 5. La Habana, mayo de 1906, pp. 54-64
- Los negros brujos (apuntes para un estudio de etnología criminal). Librería de Fernando Fe, Madrid, 1906.
- Los mambises italianos. Imprenta Cuba y América, La Habana, 1909.
- Las rebeliones de los afrocubanos. s/e, La Habana, 1910.
- Seamos hoy como fueron ayer. Imprenta La Universal, La Habana, 1914.
- Los cabildos afrocubanos. Imprenta La Universal, La Habana, 1921.
- Glosario de afronegrismos. Imprenta El siglo XX, La Habana, 1924.
- Las relaciones económicas entre Cuba y los Estados Unidos. Imprenta La Universal, La Habana, 1927.
- José Antonio Saco y sus ideas cubanas. El Universo, La Habana, 1929.
- El cocorícamo y otros conceptos teoplásmicos del folklore afrocubano. Cultural, La Habana, 1930.
- De la música afrocubana; un estímulo para su estudio. Cultural, La Habana, 1934.
- Contrapunteo cubano del tabaco y el azúcar. Jesús Montero, La Habana, 1940.
- Martí y las razas. Imprenta Molina, La Habana, 1942.
- Las cuatro culturas indias de Cuba. Arellano, La Habana, 1943.
- La hija cubana del iluminismo. Molina, La Habana, 1943.
- El engaño de las razas. Editorial Páginas, La Habana, 1946
- La africana de la música folklórica de Cuba. Ministerio de Educación. Dirección de Cultura, La Habana, 1950
- Paz y Luz. Imprenta p. Fernández, La Habana, 1950
- Los bailes y el teatro de los negros en el folclor de Cuba. La Habana, Dirección de Cultura, 1951
- Los instrumentos de la música afrocubana. 5 Vols. Ministerio de Educación. Dirección de Cultura, La Habana, 1952-1955
- Los primeros técnicos azucareros de América. Imprenta Universitaria, La Habana, 1955
- Ni racismo ni xenofobia. En: Revista Bimestre Cubana. Vol. 70. La Habana, 1955, pp. 60-72
- La sinrazón de los racismos. En: Revista Bimestre Cubana. Vol. 70. La Habana, 1955, pp. 161-183
- La secta conga de los “matiabos” de Cuba. Universidad Nacional Autónoma de México, México D.F., 1956
- El primer ingenio azucarero que hubo en América. Úcar García, La Habana, 1957
- Historia de una pelea cubana contra los demonios. Universidad Central de Las Villas. Departamento de Relaciones Culturales, La Habana, 1959
- Los Negros Curros. Editorial Ciencias Sociales. 1975
- Introducción bibliográfica al libro: Ensayo político sobre la Isla de Cuba, de Alejandro de Humboldt. Museo Histórico de las Ciencias Médicas “Carlos J. Finlay”. Serie Histórica. No 7. La Habana, 1969